# Nagyszékely
Nagyszékely (németül: Großsäckl) község Tolna vármegyében, a Tamási járásban.

## Fekvése
A Tolnai-Hegyhát egyik kistelepülése, zsáktelepülés, Pincehely felől közelíthető meg. A Sárszentlőrinc és Pincehely közti 6312-es út húzódik végig a település területén, de a Sárszentlőrinc-Nagyszékely szakasz nagy része szilárd burkolat nélküli mezőgazdasági út.

## Története

### Néveredet
Talán a község egyik, első, - Székely - elnevezésével találkozhatunk egy 1428-ban keltezett oklevélben, mely Bottka Miklós szerződésével kapcsolatos. Nagy valószínűséggel az okiratban szereplő Alsó- és Felső-Szekel a mai Kisszékely és Nagyszékely községekkel azonos.
Az 1400 körül felbukkanó név már Püspök előtaggal kezdődik, de a második tag már több helyen nem egyezik meg: ismerjük a székhely és székely elnevezést egyaránt.
1585: „Úgy a magyar, mint az udvari kamara azt ajánlotta őfelségének, hogy e falvakat, névszerint Püspökszékhelyt, Parragszékhelyt, Egrest (Felső- vagy Alsórácegrest), Kölesdet, Czétényt, Bikádot és Bannt adományozza Huszár Péternek; mert hiszen Püspökszékhelyt úgyis ő foglalta vissza a töröktől.” Dr. Dénes József is egyértelműen jelöli meg Püspökszékely és a mai Nagyszékely települések azonosságát.
Az eddigi adatok szerint a Püspökszékely – Nagy-Székely névváltozás időpontja 1595-1680 közötti időszakra tehető.
Többen a település nevét az egykor, a végvári területekre betelepített székelyekkel hozzák kapcsolatba, habár ez még egyáltalán nem bizonyított tény.
A székhely-székely, azaz Zekhel-Zekel változás, a 17. század második felére tehető. Tény, hogy 1680-tól a székhely elnevezés már nem fordul elő. Az a lehetőség sem zárható ki, hogy csak elírásról van szó.
A sváb betelepülés után egyaránt előfordul a Sackl és Sekel elnevezés ugyan, de az utóbbi válik gyakoribbá. Az egyik kifejezés valószínűleg a német megfelelő, a másik pedig a sváb nyelvjárás változata. A korabeli magyar elnevezése a településnek már Nagy-Székely. Hogy pontosan mikor vált hivatalossá az elnevezés, pontosan nem tudható. A Nagyszékhely elnevezés hivatalosan sehol sem szerepelt.

### Népesedéstörténet
A település környéke – a mai Tolnai-hegyhát – már a bronzkorban lakott volt. A római korból Wosinsky Mór nagyszékelyi kutatásai, ásatásai szolgáltattak bizonyítékokat a környék betelepültségéről. A középkorban már lakott település volt, templomának alapjai 13. századiak. A török megszállás alatt szinte teljesen elnéptelenedett.
A 18. század 20-as éveitől kezdődően a faluban nagyrészt református vallású hesseni németek települtek le, akik elkezdték a falu felvirágoztatását. A 19. század elején templomot építettek, gimnáziumot alapítottak, Nagyszékely a környék leggazdagabb településévé vált. Lélekszáma a 19. század végére elérte a 3500 főt.
A fejlődésnek a gazdasági válság vetett véget, de már a század első éveitől kezdve egyre többen az amerikai kontinensen kerestek megélhetést, és ott találtak új otthonra összesen több mint ötszázan. Azóta a település lélekszámbeli és anyagi hanyatlása napjainkig tart. Az első világháborúnak mintegy 50, a másodiknak – a bevonuló szovjet katonák kegyetlenkedéseinek polgári áldozataival együtt – több mint 100 halálos áldozta volt. A megszállás kegyetlenségei a teljes női lakosságot is érintették.
A világháború után, 1947-ben szenvedte el a falu a legnagyobb vérveszteséget: a magyarországi németek kitelepítése során a nagyszékelyi lakosság csaknem 80%-a kényszerült elhagyni otthonát, hazáját – szülőföldjét; jószágaikat, házaikat, földjeiket – múltjukat. Házaikba legnagyobb számban a már hosszabb ideje a környéken tartózkodó, a Sió-csatorna mederbővítési munkálatait befejező nagyrészt békésszentandrási kubikosok, kisebb számban a lakosságcserébe belekényszerített felvidéki magyarok költöztek.
Napjainkra a környékbeli munkahelyek (Simontornyai Bőrgyár, TSZ-ek stb.) megszűnése miatt a lakosság nagy része elköltözött, munkanélkülivé lett, vagy nyugdíjas. A kilencvenes évektől lassú beköltözés is megindult a csendes, nyugodt, régi idők hangulatát árasztó zsákfaluba. A falu lakossága 2007-ben kb. 450 fő volt.

## Közélete

### Polgármesterei
- 1990–1994: Tippel Péter (független)[4]
- 1994–1998: Tippel Péter (független)[5]
- 1998–2002: Tippel Péter (független)[6]
- 2002–2006: Várkonyi Zoltán (független)[7]
- 2006–2010: Várkonyi Zoltán (Fidesz-KDNP)[8]
- 2010–2014: Várkonyi Zoltán (Fidesz-KDNP)[9]
- 2014–2019: Klubecz Istvánné (Fidesz-KDNP)[10]
- 2019–2024: Klubecz Istvánné (Fidesz-KDNP)[11]
- 2024– : Várkonyi Zoltán (független)[1]

## Népesség
A település népességének változása:
| Lakosok száma | 401  | 421  | 417  | 384  | 396  | 380  | 367  |
|               | 2013 | 2014 | 2015 | 2021 | 2022 | 2023 | 2024 |

A 2011-es népszámlálás során a lakosok 98%-a magyarnak, 1% németnek, 1% románnak mondta magát (2% nem nyilatkozott; a kettős identitások miatt a végösszeg nagyobb lehet 100%-nál). A vallási megoszlás a következő volt: római katolikus 33,6%, református 20,7%, görögkatolikus 0,3%, felekezeten kívüli 35,6% (7,8% nem nyilatkozott).
2022-ben a lakosság 87,6%-a vallotta magát magyarnak, 2,3% németnek, 0,8% cigánynak, 0,5% románnak, 0,3% ukránnak, 0,3% szlováknak, 6,1% egyéb, nem hazai nemzetiségűnek (10,9% nem nyilatkozott; a kettős identitások miatt a végösszeg nagyobb lehet 100%-nál). Vallásuk szerint 21% volt református, 17,2% római katolikus, 0,8% evangélikus, 0,3% egyéb keresztény, 0,3% egyéb katolikus, 24,7% felekezeten kívüli (35,9% nem válaszolt).

## Nevezetességei

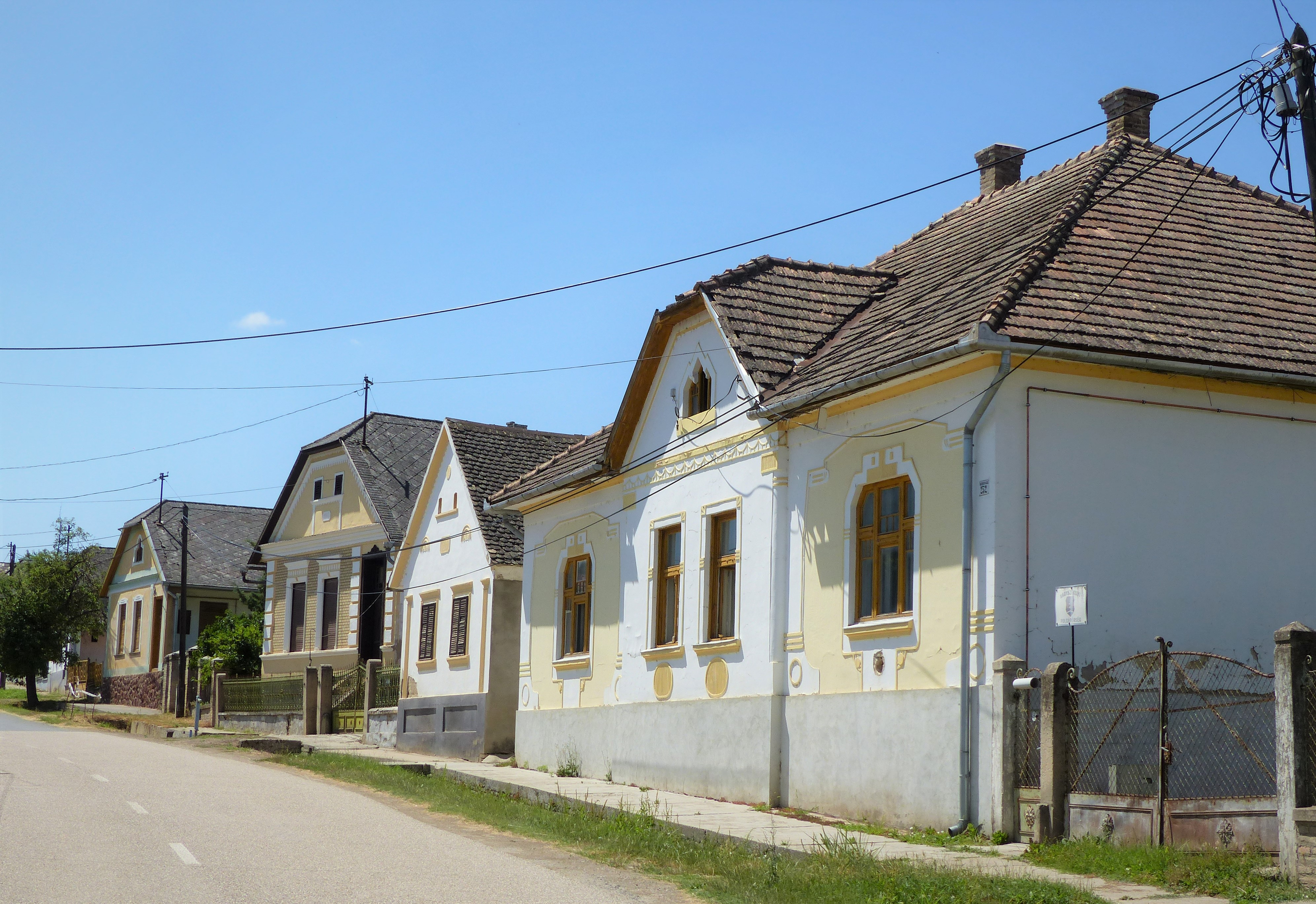
Sváb házak

Nagyszékely református templomegyüttese az országban egyedülálló. A kisebbik templom román kori eredetű, a nagyobbik Tolna megye legnagyobb református temploma, ezt a betelepült német lakosság építette magának a 18-19. század fordulóján közvetlenül a kis templom mellé. Bővebb információ itt
A falu jellegzetessége még a megmaradt épített környezet – a második világháború óta szinte egyáltalán nem épült új ház a településen, így a még megmaradt, jórészt gazdagabb sváb porták, hosszú parasztházak egyedi 20. század eleji hangulatot varázsolnak a falunak.